# 公共サービス基本法
公共サービス基本法（こうきょうサービスきほんほう、平成21年5月20日法律第40号）は、日本における、公共サービスに関わる業務や事業の基本的枠組みに関する法律である。

## 概要
議員立法として第171回国会に提出され、成立した。
全11条で構成されるが、具体的な強制力、権利・ 義務、施策に関する規定のあい典型的な「基本法」である。
法案の起草に関わった原口一博は、サービスに対する国民の権利を明確にしたこと、協働社会づくりに向け公共の概念を再定義したことが同法の意義であるとしている。

## 制定の背景
1990年代後半から、日本においてもニュー・パブリック・マネジメントの考え方が進展、公共サービスに市場原理を導入する動きが広まり、2006年には、競争の導入による公共サービスの改革に関する法律が成立し、公共サービスの民間委託が増加した。これにより、公共サービスの供給コストが低下したのと同時に、一部の公共サービス分野で、いわゆる官製ワーキングプア、低賃金の非正規労働者に依存する構造が生じていることが問題視された。
2008年2月14日、公務公共サービス労働組合協議会は「公共サービス 基本法の制定を求める中央集会」を開催、原口一博を窓口にして民主党に法案提出を求める方針を決定した。連合でも重点課題の一つとして取り上げられ、民主党は第170回国会での法案提出を模索し、他党との協議も開始したが、日程面から断念した。
2009年4月、民主党、 社民党、国民新党、自民党、公明党間の協議が終了、各会派の共同提案という形で第171回国会に法案が提出され、同年5月13日に成立した。
前述のとおり同法は典型的な基本法であり、条文の具体性に欠く、理論的に準備不足が目立つ立法ともいわれ、法律自体よりもその制定運動に重きが置かれてしまったとされている。特に、公共サービスの定義や法律の実効性について問題視されており、同法成立以降は、地方公共団体レベルでの具体化として、公共サービス基本条例や公契約条例の制定運動が始まっている。